# 穆罕默德·本·法赫德王子体育场
穆罕默德·本·法赫德王子体育场 (阿拉伯语：‎)，是一座位於沙特阿拉伯达曼的多功能體育場，是以前東部省省長穆罕默德·本·法赫德的名字命名，現在是沙特阿拉伯職業足球聯賽伊蒂法克及卡利治的主場，容納人數35,000人。

## 外部鏈接
- 球場簡介 （页面存档备份，存于） - Soccerway